# 3308 Ferreri
3308 Ferreri (1981 EP) là một tiểu hành tinh vành đai chính được phát hiện ngày 1 tháng 3 năm 1981 bởi Debehogne, H. và DeSanctis, G. ở La Silla. Tiểu hành tinh được đặt tên của Walter Ferreri, nhà thiên văn học ở Osservatorio Astronomico di Torino.